# Oidaematophorus espeletiae
Oidaematophorus espeletiae is een vlinder uit de familie van de vedermotten (Pterophoridae). De wetenschappelijke naam van de soort werd voor het eerst geldig gepubliceerd in 2014 door Hernández et al.

## Type
- holotype: "male, 12.X.2012, leg. L. Hernández & L. Fuentes, genitalia slide no. LCHD 1014M"
- instituut: CIAA, Chía, Columbia
- typelocatie: "Colombia, Chingaza National Natural Park, 3600 m, Mina Palacios, Qda. Calostros, N04°40’40.4”W073°48’04.5”"